# Arturo Tuzón
Arturo Tuzón Gil (Montán, 1928-Valencia, 22 de octubre de 2010) fue un empresario y presidente del Valencia C. F.

## Biografía
Industrial del ramo de la maquinaria para la construcción y las transformaciones agrícolas, trabajó especialmente en el País Vasco.
Llegó a la presidencia del Valencia cuando acababa de consumarse su descenso a Segunda División, al finalizar la temporada 1985-86. Antes había sido durante unos meses directivo con Vicente Tormo, que dimitió y dio paso a Pedro Cortés como presidente accidental, hasta que Tuzón accedió al cargo el 3 de junio de 1986. En ese puesto estuvo siete temporadas, hasta que lo abandonó el 24 de noviembre de 1993. Durante este periodo no sólo logró ascender al equipo, sino que lo consolidó en la máxima categoría, lo devolvió a Europa y lo transformó en Sociedad Anónima Deportiva, tal como le exigía la Ley del Deporte.
Falleció la madrugada del 22 de octubre de 2010, con 82 años, en el Hospital Clínico de Valencia, donde llevaba varios días internado, víctima de múltiples fallos orgánicos.